# 장민제
장민제(1998년 5월 27일 ~ )는 대한민국의 뮤지컬 배우이다.